# Tecoplan Leo
A Tecoplan Leo egy 1987-ben bemutatott, részben magyar fejlesztésű városi törpeautó, melyet a német Tecoplan Entwicklungs- und Prototypenbau Gmbh (TEP) és az Ikarus tervezett.

## Története
A Tecoplan Leo eredetileg a TEP vezetőjének, Erich Waldburg-Zeil grófnak az ötlete volt, aki egy gazdaságos városi kisautó gyártásában gondolkodott. Lényeges szempont volt a két és fél méteres hossz, valamint a 450 kilogrammos tömeg. Ennek érdekében keresték fel a magyar Ikarust, hogy működjenek közre a tervezésben. Az Ikarus részéről a kísérleti osztály mérnöke, Rekettye László utazott Münchenbe a kocsi 1:1-es agyagmodelljének elkészítéséhez. Erről készültek el a karosszéria formasablonjai, amiket az Ikarusnál módosított Puli alvázzal és a Kiskunhalason előállított műanyag karosszériaelemekkel dolgoztak össze, ezután Münchenben szerelték össze a kocsit, itt került bele a 750 cm³-es, 36 lóerős Fiat motor és a Renault 5-ből származó futómű. 
Az eredetileg Target nevű kisautó prototípusát Leo néven az 1988-as Genfi Autószalonon mutatták be. Az emblémája három oroszlán volt, ami München címerállata. A sorozatgyártást egy évvel később tervezték elindítani Budapesten egy Tecoplan és Ikarus alkotta vegyesvállalat révén. Mivel Nyugat-Európában már ekkor fontos volt a környezetvédelem, hamar megtörtént a kocsi elektromos meghajtású változatának tervezése is, ennek a modellnek már az alváza is Ikarus volt, elektromos motorja Brown-Boveri gyártmány volt, míg szabályozó rendszere a Tecoplantól származott. A harmadik prototípus az elektromos verzió benzinmotoros változata volt, a motor a Volkswagen Poloból származott. A negyedik prototípus készítésében az Ikarus hivatalosan már nem vett részt, de Rekettye és pár másik magyar szakember magánemberként bedolgoztak a projektbe. Itt már újabb karosszériaelemek és alváz készült, ez utóbbi nem acélból, hanem acél erősítésű epoxigyantából. Ez a kocsi is elektromos meghajtást kapott, Siemens gyártmányú nagyfrekvenciás, háromfázisú villanymotor formájában, az akkumulátort és a vezérlőberendezést a Messerschmitt repülőgyár kísérleti részlege fejlesztette ki.
Erich Waldburg-Zeil végül családi nyomásra a cég eladására kényszerült, akik attól féltek, hogy a tervezett kisautó gyártása minden vagyonukat felemészti, ezért a négy prototípuson kívül nem készült több autó.